# Tumecauda magnificus
Tumecauda magnificus är en insektsart som beskrevs av Strümpel 1988. Tumecauda magnificus ingår i släktet Tumecauda och familjen hornstritar. Inga underarter finns listade i Catalogue of Life.